# Марко Грујић
Марко Грујић (Београд, 13. април 1996) јесте српски фудбалер. Игра на средини терена, а тренутно наступа за Порто.

## Клупска каријера
Грујић је почео да тренира фудбал са својих седам година у ФК Булбулдерац. На једном турниру приметили су га људи из школе фудбала Винер из Беча и позвали на турнир у Аустрији. Добио је пехар као најбољи играч и остао са њима. На утакмици Минимакс лиге његов таленат је спазио Томислав Милићевић и одвео га у Црвену звезду.
За први тим Црвене звезде је дебитовао 26. маја 2013. године у Новом Саду код тренера Рикарда Са Пинта против Војводине у Суперлиги. Током 2014. године био је и на позајмици у Колубари из Лазаревца за коју је одиграо пет утакмица и постигао два гола. У Звезди је током сезоне 2014/15. код тренера Ненада Лалатовића добио шансу на 10 такмичарских утакмица, да би 17. маја 2015. године парафирао трогодишњи уговор са црвено-белима. Убрзо се усталио у тиму Црвене звезде доласком новог тренера Миодрага Божовића и постао један од важнијих играча у постави црвено-белих. У тандему са Мичелом Доналдом на позицији задњег везног пружао је сјајне партије. Грујић је 6. јануара 2016. потписао петогодишњи уговор са Ливерпулом. Ипак остао је на позајмици у Звезди до краја сезоне 2015/16, у којој је освојена титула првака Србије. У лето 2016. преселио се у Енглеску и званично постао члан Ливерпула.
Свој деби у Премијер лиги је имао 20. августа 2016. године када је Ливерпул савладао Барнли са 2:0. Грујић је ушао у игру у 78. минуту заменивши Адама Лалану. У сезони 2016/17. је забележио само пет наступа у Премијер лиги, а још три утакмице је одиграо у Лига купу. У првом делу сезоне 2017/18. наступио је на само три утакмице Премијер лиге да би у јануару 2018. Ливерпул одлучио да га позајми Кардиф Ситију који је наступао у Чемпионшипу. Грујић је за њих до краја сезоне 2017/18. одиграо 13 лигашких утакмица и постигао један гол. Са Кардифом је освојио друго место на табели па је тако клуб себи обезбедио пласман у Премијер лигу.
У августу 2018. године, Грујић је продужио уговор са Ливерпулом до 2023. године и одмах затим је прослеђен на једногодишњу позајмицу у немачку Херту. У дресу Херте је током сезоне 2018/19. одиграо 22 бундеслигашка меча на којима је постигао пет голова. Током ове сезоне је имао проблема и са повредама, па је пропустио одређен број утакмица. Херта је 1. јула 2019. потврдила да ће Грујић провести још једну сезону на позајмици у овом клубу.
Након две сезоне на позајмици у Херти, Грујић се лета 2020. године вратио у Ливерпул. На свом првом наступу по повратку у Ливерпул, Грујић је постигао и свој први гол за клуб. Ливерпул је 24. септембра 2020. на утакмици Лига купа савладао екипу Линколна (7:2), а Грујић је постигао шести гол за свој тим. Наступио је и у наредном колу Лига купа, 1. октобра, када је Ливерпул након пенала елиминисан од Арсенала. То су му били и једини наступи за Ливерпул у овој сезони, јер је 6. октобра 2020. прослеђен на позајмицу у Порто до краја такмичарске 2020/21.
Дана 20. јула 2021, Порто је купио Грујића од Ливерпула, док је процењена вредност трансфера износила 12 милиона евра.

## Репрезентација

### Млађе категорије
На Светском првенству за играче до 20 година, одиграном на Новом Зеланду 2015. године, освојио је титулу првака света са репрезентацијом Србије.
У мају 2017, селектор репрезентације Србије до 21. године Ненад Лалатовић је уврстио Грујића на коначни списак играча за Европско првенство 2017. године у Пољској. Србија је такмичење завршила већ у групној фази након што је из три меча имала два пораза и један нерешен резултат. Грујић је као стартер играо на прве две утакмице на првенству против Португала и Македоније, док је трећу утакмицу против Шпаније пропустио због картона.

### Сениори
За сениорску репрезентацију Србије је дебитовао 25. маја 2016. у пријатељском мечу против Кипра (2:1) у Ужицу. Био је у саставу Србије на Светском првенству 2018. године у Русији, али није улазио у игру.

## Успеси

### Клупски
Црвена звезда
- Суперлига Србије (1) : 2015/16.

Порто
- Првенство Португала (1) : 2021/22.
- Куп Португала (3) : 2021/22, 2022/23, 2023/24.
- Лига куп Португала (1) : 2022/23.
- Суперкуп Португала (3) : 2020, 2022, 2024.

### Појединачни
- Идеални тим Суперлиге Србије (1) : 2015/16.
- Награда града Београда (1) : 2015.